# Saint-Lambert (Fluss)
Der Saint-Lambert ist ein Fluss in Frankreich, der im Département Ardennes in der Region Grand Est verläuft. Er entspringt unter dem Namen Ruisseau du Fond Cahors im Gemeindegebiet von Baâlons, entwässert generell in südwestlicher Richtung und mündet nach rund 21 Kilometern im Gemeindegebiet von Attigny als rechter Nebenfluss in die Aisne, die hier auf der anderen Flussseite vom Canal des Ardennes begleitet wird.

## Orte am Fluss
(Reihenfolge in Fließrichtung)
- Les Puiselets, Gemeinde Baâlons
- Saint-Loup-Terrier
- Guincourt
- Tourteron
- Suzanne
- Charbogne
- Saint-Lambert, Gemeinde Saint-Lambert-et-Mont-de-Jeux
- Attigny